# Meketre
Meketre war ein hoher altägyptischer Beamter der späten 11. Dynastie und vielleicht der frühen 12. Dynastie (Mittleres Reich).

## Belege
Meketre erscheint in einer Felsinschrift, die unter Mentuhotep II. datiert, als einfacher „Siegler“. Von dieser Position ist er wohl direkt zum „Schatzmeister“ – eines der höchsten Staatsämter – befördert worden. Mit diesem Titel wird er mehrmals im Tempel von Mentuhotep II. genannt. In seinem Grab erscheint er auch als „Obervermögensverwalter im ganzen Land“. Es ist umstritten, wann er seine Karriere beendete, bisher wurde dies unter Mentuhotep III. vermutet, neuerdings wird hingegen angenommen, dass er sogar bis unter Amenemhet I. amtierte.

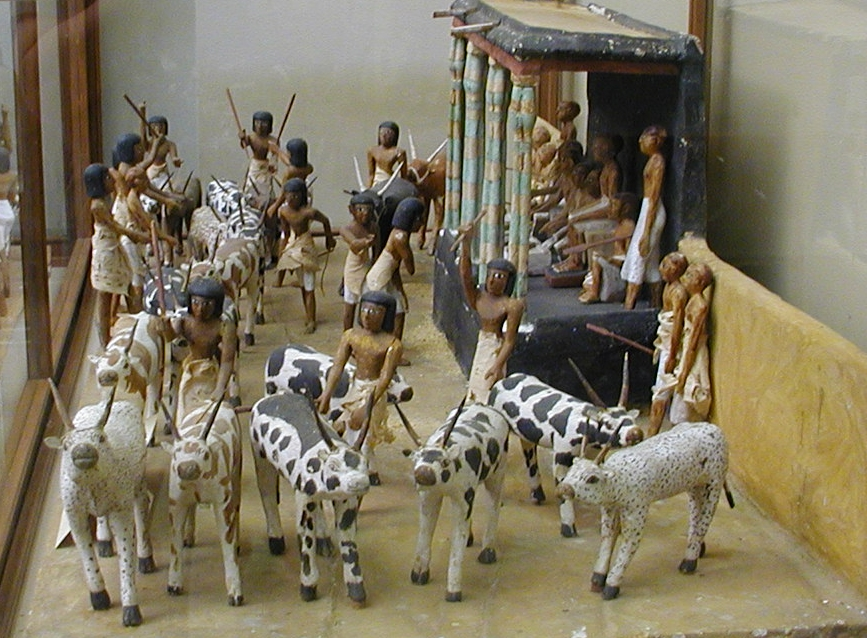
Modell einer Viehzählung aus dem Grab des Meketre, Ägyptisches Museum Kairo (JE 46724)

## Sein Grab
Das Grab (TT280) des Meketre in Theben fand sich zerstört, doch zeigen die wenigen erhaltenen Reliefs, dass es einst prächtig dekoriert war. Eine kleine Kammer der Grabanlage war unberührt und enthielt einen Satz an Holzmodellen, die Handwerker, Schiffe, aber auch das Haus des Meketre zeigen. Diese Modelle sind typisch für Bestattungen des Mittleren Reiches. Die Modelle im Grab des Meketre sind zweifellos die besten ihrer Art.